# 痙縮
痙縮（けいしゅく、英：spasticity）は、相動性伸張反射の増強を主体とする筋緊張が亢進した状態のこと。痙性・痙攣・攣縮・痙直などとも呼ぶ。
症候群であり、病態生理は複雑で解明されていない。
筋相動性伸張反射亢進であるも、固縮とは違い、筋の持続的伸張を加えると、はじめは伸張反射が起こって抵抗が強いものの、だんだん弱くなり、錐体路障害の徴候である折り畳みナイフ現象を引き起こす。腱反射亢進が認められ、クローヌスもみられる。クローヌスにより筋が強く持続的に伸張すると、筋収縮が起こり、弛緩して再び収縮、繰り返すことで、痙縮で伸張反射が相性に強く起こるのでゴルジ腱受容器による抑制が働き筋弛緩が起こって、繰り返されると考えられている。屈筋または伸筋のどちらか一方が障害される。

## 種類
- 痙性麻痺
- 痙性斜頸